# École de Tartu-Moscou
L'École de Tartu-Moscou est une école de pensée dans le domaine de la sémiotique fondée en 1964 et dirigée par Juri Lotman.
Elle comprenait notamment parmi ses membres Boris Uspensky, Vyacheslav Ivanov, Vladimir Toporov, Mikhail Gasparov, Alexander Piatigorsky ou encore Isaak I. Revzin.
Son apport principal à la sémiotique est d'avoir donné un cadre et des bases à la sémiotique de la culture.
L'École de Tartu-Moscou a développé une méthode originale et multidimensionnelle d'analyse culturelle. Les langages de la culture y sont interprétés comme des systèmes de modélisation secondaires en relation avec le langage verbal. 
L'école est réputée pour sa revue Sign Systems Studies, d'abord publiée sous le nom russe de Труды по знаковым системам. Publiée par les Presses de l'université de Tartu. C'est le périodique le plus ancien dans ce domaine.